# 이요헌
이요헌(李堯憲, 1766년-1815년)은 조선 후기의 무신으로 홍경래의 난을 진압하는데 공을 세웠다. 본관은 전주(全州)이다.

## 생애
조선 후기의 무신으로 본관은 전주(全州), 자는 계술(季述), 호는 소소옹(笑笑翁), 시호는 숙렬(肅烈)이다. 제14대 선조의 13남 영성군 이계(寧城君 李季)의 5대손이며, 해흥군 이강(海興君 李橿)의 손자이다. 아버지는 성주목사 이명걸(李命杰)이며, 어머니는 정부인 남양홍씨이다. 부인은 박준원(朴準源)의 딸로 정부인 반남 박씨(貞夫人 潘南朴氏)이다.
성주목사 명걸의 아들로 1766년 한양의 훈도방(薰陶坊)에서 탄생하였다. 뛰어나게 영리하여 어려서부터 숙성하였다. 1785년(정조 9) 정시(庭試) 무과에 급제하여 오위도총부도사에 임명되었다. 그 뒤 선전관 등 여러 군직(軍職)을 거쳤는데 정조의 총애를 받았다. 순조 등극 후 좌승지·우승지를 지내고 외직으로 나가 황해도병마절도사·경기도수군절도사·영변부사 등을 역임하였다. 내직으로 우포도대장·금군별장·훈국중군(訓局中軍)·총융사·한성좌우윤·어영대장·병조참판·형조참판 등을 지냈다. 1811년(순조 11) 평안병사가 되었을 때, 형이 황주목사로 부임하자 불편함을 이유로 사직하였다. 이해 겨울에 홍경래(洪景來)가 청북(淸北)에서 난을 일으키자 양서순무사(兩西巡撫使)에 임명되었다. 명을 받은 뒤 곧바로 군영을 열고 계획을 세웠는데 묘당(廟堂)의 의론을 써서 부수(副帥) 박기풍(朴基豊)·유후원(柳厚源)을 선봉으로 삼았다. 그는 서울에 머무르면서 적을 토벌하는 일을 총괄하였는데, 그때 적이 정주성에 머무르면서 성을 굳게 지켜 쉽게 함락되지 않으므로 이것을 근심하여 여러번 단기(單騎)로 적에 가기를 청하였다.
군영에서 5개월을 보내면서 잠시도 군복을 벗지 않았고 여러 차례 글을 지어 서민(西民)에게 충역화복(忠逆禍福)을 깨우치고, 가산군수 정시(鄭蓍)의 관(棺)이 도성문을 지날 때, 손수 제문을 지었다. 정주성의 함락에는 그의 공이 실로 컸으므로 논공할 때 원훈(元勳)으로 봉하여졌으나 굳이 사양하고 받지 않았다. 1812년(순조 12) 병조판서를 거쳐 한성판윤·금위대장을 역임하였다.
1813년(순조 13) 지중추부사로 지의금부사·지훈련원사를 겸하였고, 1814년(순조 14) 형조판서에 제수되었다가 1815년 향년 50세로 별세하여 경기도 파주 자곡면 어은동 건좌로 장사지냈다. 독서와 시를 즐겼고, 글씨를 잘 썼으며, 활을 잘 쏘았다. 또한 사려가 깊고 판단성이 있는 한편 풍류를 즐길 줄 알고 신의가 두텁고 문무를 겸비하였다. 또한 당시 예조판서 김의순(金義淳)이 공의 업적을 시장(諡狀)으로 만들어 내려오고 있다.

## 가족관계
- 조부 : 해흥군 이강(海興君 李橿)
- 조모: 진주강씨 - 강현(姜鋧)의 딸.
- 아버지 : 이명걸(李命杰)
- 어머니 : 정부인 남양 홍씨
  - 형 : 이주헌(李周憲)
  - 형 : 이철헌(李喆憲)
- 부인 : 정부인 반남 박씨(貞夫人 潘南朴氏) - 박준원(朴準源)의 딸.
  - 아들 : 이정신(李鼎臣)
  - 아들 : 이정민(李鼎民)
  - 아들 : 이정현(李鼎賢)

## 같이 보기
- 홍경래의 난